# Overhang (typografie)

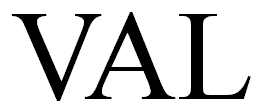
Letters VAL met overhang (kerning)

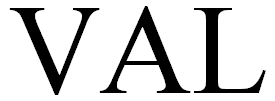
Letters VAL zonder overhang

Overhang is het dichter bijeenschrijven van letters naargelang hun vorm het toelaat, zodat er geen 'onnatuurlijk' grote of kleine ruimtes zijn. De Engelse term kerning is tegenwoordig ook zeer gangbaar, vooral in de desktop publishing-wereld, maar overhang is de eigenlijke Nederlandse drukkersterm.
Het woord kerning stamt af van het Engelse woord voor hoek, "corner". Dit is te verklaren omdat men vroeger gebruik maakte van letterblokjes die naast elkaar gezet werden. Bij dit loodzetsel staat elke letter op een rechthoekig blokje, wat bij combinaties als V A een onnatuurlijk ogende diagonale witruimte oplevert die haast op een spatie lijkt. Dit bemoeilijkt het lezen. Als de V onderaan onthoekt (afgeschuind) wordt en de A bovenaan, kunnen de blokjes dichter bij elkaar geplaatst worden.
Overhang wordt vooral toegepast bij de A, T, V, W en Y, maar ook bij bolle letters zoals de C en de O.
Bij monospaceletters wordt overhang niet gebruikt, omdat dit strijdig is met het gebruiksdoel; daar staat de letterontwerper voor de taak om met ongelijke letters op gelijke blokjes een evenwichtig beeld te creëren door te spelen met de letteranatomie; dat lukt niet helemaal, zodat de leesbaarheid vaak minder is.
Bij digitale lettertypen kan de overhang gedefinieerd worden voor specifieke letterparen, maar bijvoorbeeld ook voor letter-spatie-combinaties.